# Rhynchozoon rostratum
Rhynchozoon rostratum är en mossdjursart som först beskrevs av Busk 1855.  Rhynchozoon rostratum ingår i släktet Rhynchozoon och familjen Phidoloporidae.
Artens utbredningsområde är Mexikanska golfen. Inga underarter finns listade i Catalogue of Life.